# 謝謝比 (明尼蘇達州)
謝謝比（英語：Sheshebee）是位於美國明尼蘇達州艾特金縣沙姆羅克鎮區的一個非建制地區。

## 地理
謝謝比所處的海拔為高於海平面377米（即1237英呎），而該地所採用的時區為UTC-6，即北美中部時區（CST）。同時該地設有夏令時間，為UTC-6調快一小時，即UTC-5（CDT）。